# مينورو كاواساكي
مينورو كاواساكي (باليابانية: 河崎実 ) (و. 1958  م) هو مخرج أفلام، وكاتب سيناريو ياباني، ولد في شيبويا، طوكيو.

## التعليم
تعلم في جامعة ميجي.

## وصلات خارجية
- مينورو كاواساكي على موقع IMDb (الإنجليزية)
- مينورو كاواساكي على موقع ألو سيني (الفرنسية)
- مينورو كاواساكي على موقع ميوزك برينز (الإنجليزية)
- مينورو كاواساكي على موقع أول موفي (الإنجليزية)
- مينورو كاواساكي على موقع قاعدة بيانات الفيلم (الإنجليزية)
- مينورو كاواساكي على موقع كينوبويسك (الروسية)